# Georges Dard
Georges Dard (Marselha, 28 de junho de 1918 - Marselha, 2 de maio de 2001) foi um futebolista e treinador francês que atuava como meia. Ídolo do Olympique de Marseille, defendeu ainda FC Sète e o espanhol Sevilla FC.